# Exerzierreglement

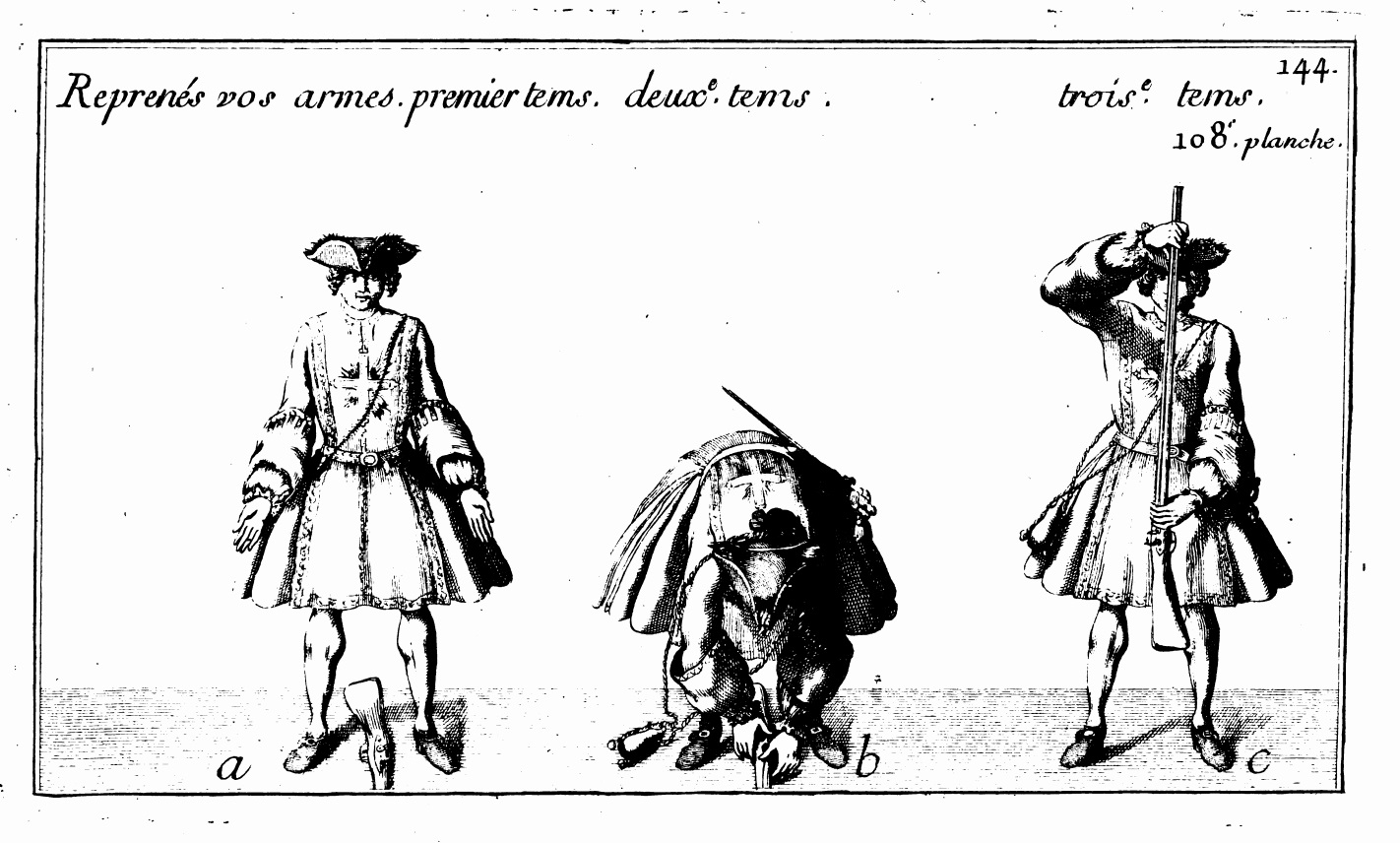
Infanteristisches Exerzieren durch einen Musketier des Königs: Handgriffe zum Aufheben des Gewehres, Tafel aus einem Fecht- und Exerzierbuch von 1736

Ein Exerzierreglement ist eine gedruckte Vorschrift für die allgemeine militärische Ausbildung und für die Art und Weise der Ausführung von militärischen Befehlen.

## Geschichtliche Entwicklung
Als verbindliche und für längere Zeit gültige Bestimmungen kamen Exerzierreglements mit der Herausbildung der stehenden Heere seit dem 17. Jahrhundert auf. Die ersten Exerzierreglements enthielten im Wesentlichen Festlegungen über die Handhabung und den Einsatz der Feuerwaffen. Ihr Prototyp war die 1607 erschienene Vorschrift über den Umgang mit Röhren, Musketen und Spießen, mit der Prinz Moritz von Oranien den Grundstein für die einheitliche Ausbildung einer ganzen Armee legte. Sie und nachfolgende bildeten im 17. Jahrhundert die Grundlage der Waffenhandhabung der Infanterie und Kavallerie in den europäischen Armeen und beeinflussten auch die ersten deutschen Exerzierreglements.
Offizielle Exerzierreglements für die Infanterie erschienen 1702 in Preußen, 1704 in Sachsen und 1737 in Österreich. Auch die Kavallerie erhielt in dieser Zeit entsprechende Reglements, die Artillerie dagegen erst seit Ende des 18. Jahrhunderts. Alle diese Exerzierreglements trugen den Charakter allgemeiner Dienstvorschriften der Waffengattungen. Sie enthielten sowohl Bestimmungen über den Waffengebrauch und taktische Regeln als auch Festlegungen, die fast alle Seiten des militärischen Dienstes und Lebens erfassten.
Entwicklungen des Militärwesens im Gefolge der Französischen Revolution (1789–1794) und neue Erkenntnisse der Kriegskunst bedingten auch neue Exerzierreglements für alle Waffengattungen. In Österreich wurden sie 1807, in Preußen 1812 erlassen. An der Ausarbeitung des preußischen Exerzierreglements hatte vor allem Generalmajor Gerhard von Scharnhorst  großen Anteil. Im Laufe des 19. Jahrhunderts traten an die Stelle der bisherigen Einheitsreglements Dienst-, Verwaltungs-, Mobilmachungs- und Ausbildungsvorschriften sowie taktische Exerzierreglements. Letztere wurden für jede Waffengattung gesondert herausgegeben und waren neben der allen gemeinsamen Felddienstordnung die wichtigste Vorschrift für die Truppen. Die Herausgabe der Vorschriften erfolgte durch eigene Druckschriftenverwaltungen innerhalb der Kriegsministerien.
Die in den Exerzierreglements enthaltenen offiziellen Grundsätze der Taktik trugen dem Entwicklungsstand der Waffentechnik und den Kriegserfahrungen oft nur ungenügend Rechnung. Die Militärbehörden nahmen häufig nur zögernd Änderungen vor. So führte z. B. das Festhalten der österreichischen Truppen an der Taktik der Bataillonskolonne im Krieg 1866 und das der preußischen Truppen an der Taktik der Kompaniekolonne im Krieg 1870/71 zu großen Verlusten. Die Aufnahme neuer Erfahrungen in die Reglements erfolgte häufig mit Zeitverzug und gegen den Widerstand konservativer Truppenführer. So tauchte zum Beispiel erst im Exerzierreglement von 1888 die taktische Form des Schützenschwarms auf.
Seit der zweiten Hälfte des 19. Jahrhunderts wurden weitere spezielle Vorschriften erlassen, so für den Felddienst und die Schießausbildung, die das Exerzierreglement ergänzten und Teile seiner bisherigen Aufgaben übernahmen.
An die Exerzierreglements des Deutschen Heeres des Kaiserreiches lehnten sich die als Ausbildungsvorschriften bezeichneten Exerzierreglements der Reichswehr an, die ab 1922 für die einzelnen Waffengattungen erschienen. Der wesentlich höhere Anteil des Felddienstes in der Grundausbildung resultierte aus der Auswertung der Kriegserfahrungen des Ersten Weltkrieges. Ab 1935 führte die Wehrmacht Neufassungen der Exerzierreglements ein, die 1941 abschließend neu bearbeitet und eingeführt wurden.
In den modernen Streitkräften sind Exerzier- und Gefechtsausbildung durch Vorschriften einheitlich geregelt.

## Quelle
- Wörterbuch zur Deutschen Militärgeschichte, Militärverlag der Deutschen Demokratischen Republik VEB, Berlin 1985